# Chemin de fer de Durango à Silverton

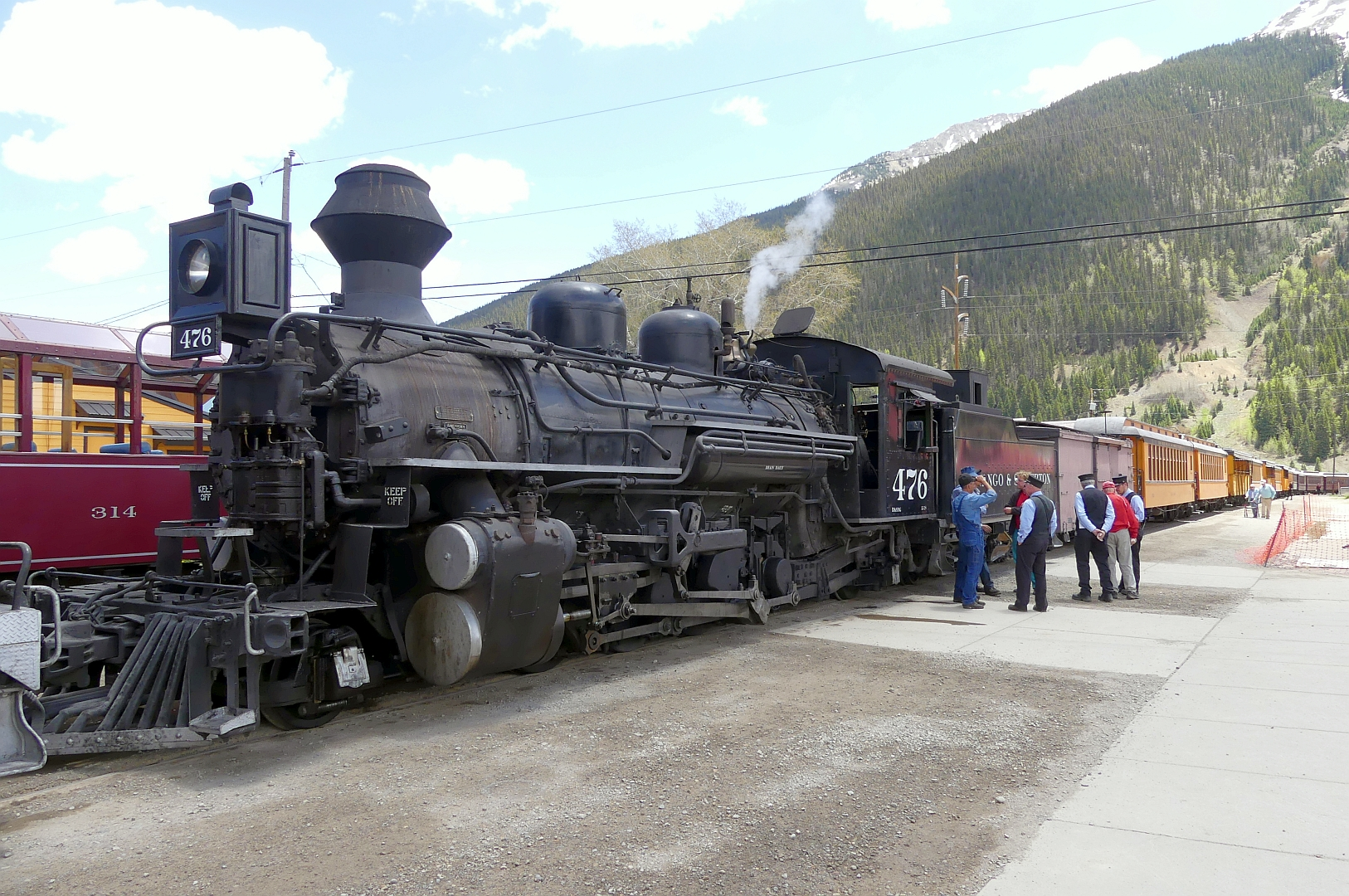
La locomotive no 476 en tête d'un train en gare de Silverton.

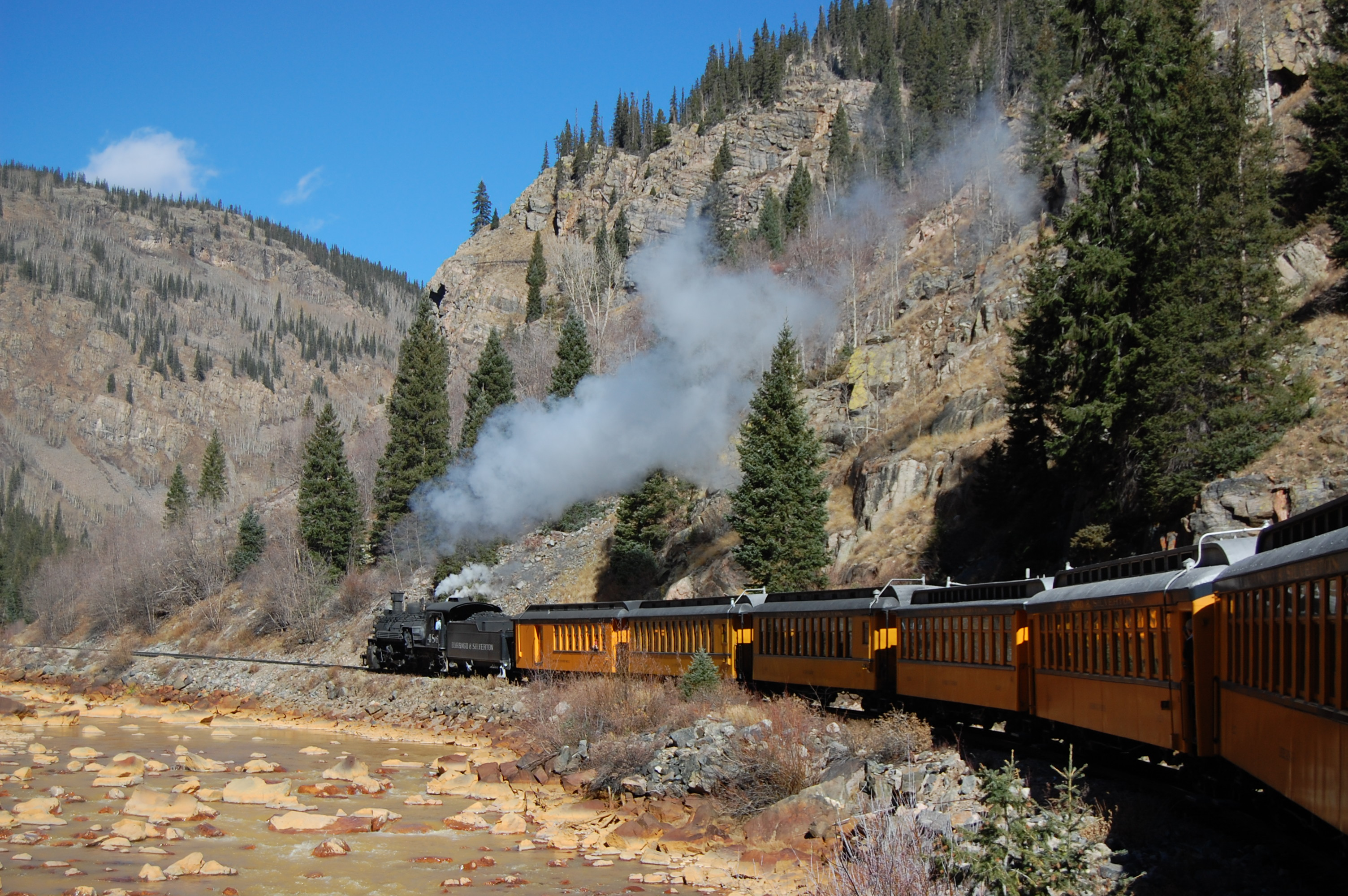
Train à l'approche de Silverton

Le chemin de fer à voie étroite de Durango à Silverton (The Durango and Silverton Narrow Gauge Railroad (D&SNG)) est un chemin de fer touristique à voie étroite américain, circulant entre Durango et Silverton, villes toutes deux situées dans le Colorado.

## Historique
La voie à l'écartement de 914 mm (3 pieds) fut construite entre 1881 et 1882, par la compagnie de chemin de fer Denver and Rio Grande Western Railroad, pour transporter les minerais d'argent et d'or extraits dans les montagnes de San Juan. La ligne avait un embranchement depuis Durango vers Antonito. L'ensemble faisait partie de la San Luis Valley Route.
Aujourd'hui, le chemin de fer touristique de Cumbres à Toltec exploite la ligne d'Antonito à Chama, tandis que la ligne de Chama à Durango, abandonnée, a été déposée. La voie de Durango à Silverton, cependant, a toujours vu les trains circuler depuis 1881, même si c'est maintenant une ligne touristique ; c'est un des rares endroits aux États-Unis qui n'a jamais vu les circulations de trains à vapeur s'arrêter. En mars 1981, la Denver and Rio Grande Western vendit la ligne et la compagnie D&SNG a été créée.

## Fonctionnement
Les trains sont tractés par des locomotives à vapeur Baldwin et Alco construites dans les années 1920, tandis que certains éléments du matériel roulant datent de l'ouverture, vers 1880. Les trains circulent depuis Durango jusqu'à Cascade Wye durant les mois d'hiver, alors qu'ils vont jusqu'à Silverton l'été. Les 72,7 km de la ligne entre Durango et Silverton sont parcourus en 3 h 30.
Depuis 2020, des locomotives Diesel se partagent le trafic avec les locomotives à vapeur.
Les musées situés à Durango et Silverton abritent quelques locomotives historiques, ainsi que certains matériels de cette ligne à voie étroite.

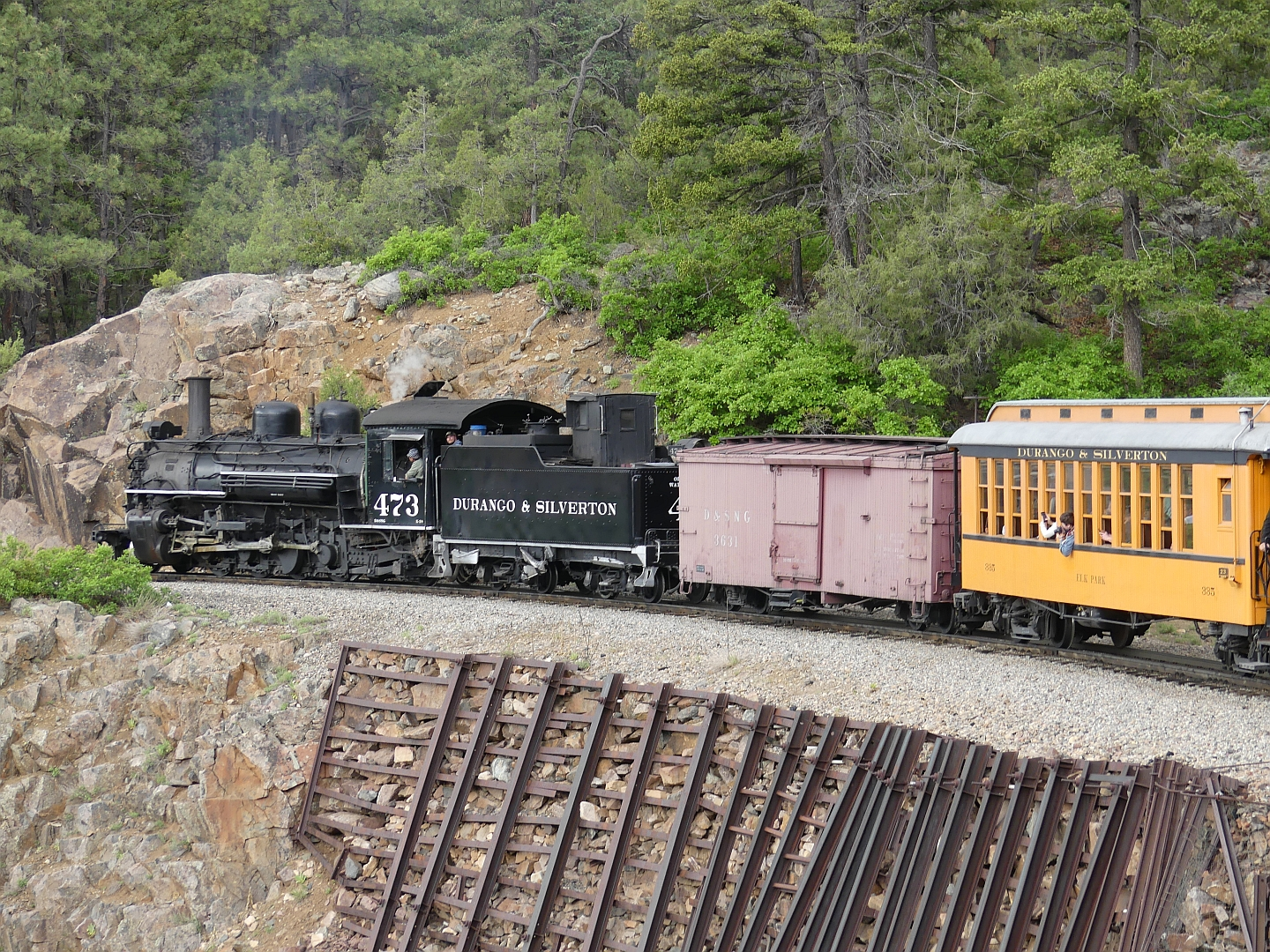
La locomotive no 473 en ligne.
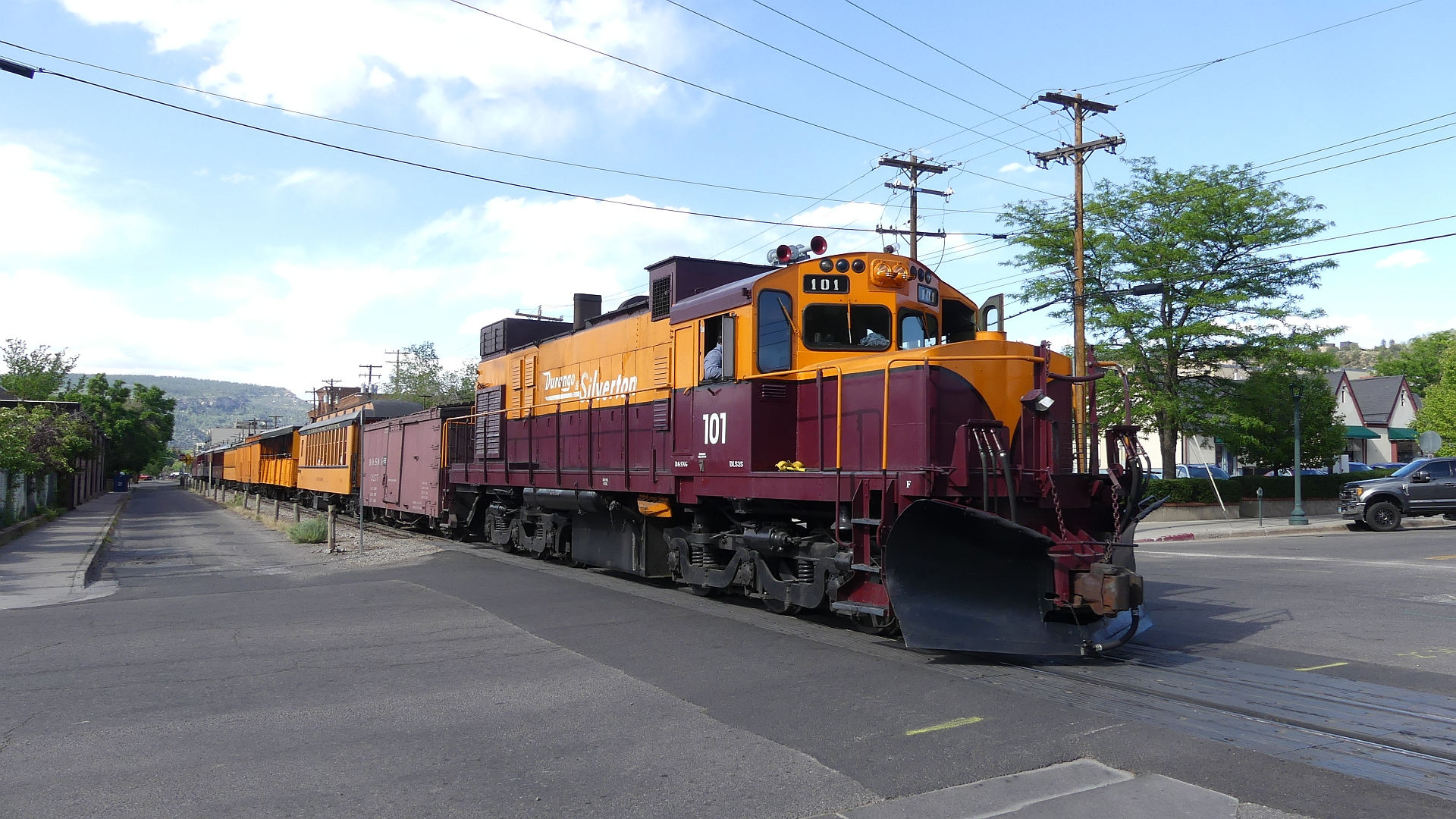
La locomotive Diesel no 101 à Durango.

## Source de la traduction
- (en) Cet article est partiellement ou en totalité issu de l’article de Wikipédia en anglais intitulé « Durango and Silverton Narrow Gauge Railroad » (voir la liste des auteurs).